# Quận Autauga, Alabama
Quận Autauga (tiếng Anh: Autauga County) là một quận ở tiểu bang Alabama, Hoa Kỳ. Theo điều tra dân số năm 2000, quận có dân số là 43.671 người. Ước tính năm 2008 dân số là 50.364. quận lỵ của nó là Prattville6.
Quận Autauga là một phần của khu vực thống kê dân số Montgomery.

## Thông tin nhân khẩu
Theo điều tra dân số 2 năm 2000, quận có dân số 43.671 người, 16.003 hộ, và 12.354 gia đình sống trong quận. Mật độ dân số là 73 người cho mỗi dặm vuông (28/km ²). Có 17.662 đơn vị nhà ở với mật độ trung bình là 30 cho mỗi dặm vuông (11/km ²). Cơ cấu dân tộc của quận gồm: 80,65% người da trắng, 17,11% da đen hay Mỹ gốc Phi, 0,44% người Mỹ bản xứ, 0,46% người châu Á, Thái Bình Dương 0,03%, 0,38% từ các chủng tộc khác, và 0,93% từ hai hoặc nhiều chủng tộc. 1,40% dân số là người Hispanic hay Latino thuộc chủng tộc nào đó.
Có 16.003 hộ, trong đó 39,10% có trẻ em dưới 18 tuổi sống chung với họ, 60,30% là các cặp vợ chồng sống với nhau, 13,10% có chủ hộ là nữ không có mặt chồng, và 22,80% là không lập gia đình. 19,90% của tất cả các hộ gia đình đã được tạo thành từ các cá nhân, và 7,60% có người sống một mình 65 tuổi trở lên đã được người. Bình quân mỗi hộ là 2,71, và kích cỡ gia đình trung bình là 3,12.
Trong quận có dân số là trải ra với 28,60% ở độ tuổi dưới 18, 8,00% 18-24, 30,70% 25-44, 22,50% 45-64, và 10,20% 65 tuổi trở lên. Tuổi trung bình là 35 năm. Cứ mỗi 100 nữ giới, có 94,50 nam giới. Cứ mỗi 100 nữ 18 tuổi trở lên, đã có 90,60 nam giới.
Thu nhập trung bình cho một hộ gia đình trong quận đã được 42.013 đô la Mỹ, và thu nhập trung bình cho một gia đình là 48.458 USD. Nam giới có thu nhập trung bình 35.168 USD so với 22.859 USD cho phái nữ. Thu nhập trên đầu cho các quận được 18,518 USD. Giới 8,20% gia đình và 10,90% dân số sống dưới mức nghèo khổ, trong đó có 13,60% những người dưới 18 tuổi và 14,40% có độ tuổi từ 65 trở lên.